# 广西火桐
广西火桐（学名：Firmiana kwangsiensis）为梧桐科梧桐属下的一种落叶乔木。仅分布于中国广西中部至南部的石灰岩地区。是中国国家一级重点保护野生植物。